# Luiz Galdino
Luiz de Alvarenga Galdino (Caçapava, 17 de julho de 1940 — São Paulo, 18 de novembro de 2020) foi um escritor e professor brasileiro. Sua obra conta com mais de quarenta títulos que incluem ficção para adultos, livros infanto-juvenis e obras de não-ficção. Destaca-se seu trabalho com a tradição dos povos originários do Brasil, em especial Terra sem males 1985, Prêmio Jabuti e A astronomia indígena (Nova Alexandria, 2011), resultado de mais de quatro décadas dedicadas ao estudo dos costumes e tradições dos índios do Brasil e da arte rupestre brasileira. 

## Biografia
Galdino começou escrevendo livros para adultos. Já havia publicado um romance e um volume de contos quando estreou na literatura infantil-juvenil. Sua obra soma-se mais de quarenta títulos, que inclui ficção para adultos, novelas infanto-juvenis e obras de não-ficção (ensaios sobre História e histórias brasileiras). Esses livros conquistaram quase trinta premiações, entre as quais o Prêmio Literário Nacional do Instituto Nacional do Livro (DF), Prêmio Nacional do Clmio Jabuti, além de alguns no exterior - México, Alemanha, Estados Unidos e Itália.

### Literatura infantil
Sobre a contribuição de Galdino à literatura infantil, Fernanda Martins d'Ávila e Clarice Fortkamp Caldin o colocam na chamada terceira fase da produção desta literatura no Brasil. Afirmam que, de 1980 a 1990 continua crescendo a produção literária voltada ao público infantil no Brasil, em que os escritores experimentam uma nova forma de linguagem, que valorizam o lúdico e surgem livros sem texto, dando primazia às ilustrações.
Galdino está entre os principais escritores deste período: Marina Colasanti, Mirna Pinsky, Paula Saldanha, Pedro Bandeira, Ricardo Azevedo, Roniwalter Jatobá, Santuza Abras, Sylvia Orthof, Stela Maris Rezende, Tatiana Belinky, Telma Guimarães entre outros (D'Ávila e Caldin, p.254-255).

### Os Incas no Brasil
O livro Peabiru – Os Incas no Brasil analisa o Brasil pré-Cabral. Demonstra, com uma riqueza fenomenal de detalhes, referências, citações, conteúdo literário e estilo, uma possibilidade quase incontestável: os Incas dominaram boa parte da América do Sul e estiveram no Brasil muito antes dos portugueses. Em sua passagem, Galdino descreve, "eles deixaram como legado, entre outras coisas, uma rede de estradas conectando diversos pontos do nosso litoral à capital inca, Cuzco, no Peru". Seu nome Peabiru (Editora Kalapalo).
Cecília Prada apresenta alguns detalhes desta obra. Segundo Galdino essa é uma designação que somente passou a ser utilizada no século 17, quando os paulistas descobriram que “biru” era o nome dado ao Peru pelos seus naturais. Ainda segundo esses historiadores, o primeiro a utilizar um simulacro dessa palavra teria sido Díaz de Guzmán, autor de uma Historia da Argentina, que se referiu ao “peabuyu”.
A presença incaica, diz ainda Galdino, “pode ser atestada mesmo no nordeste brasileiro, através de registros onde se podem ver barcos de um e dois mastros, com velas coloridas, e cenas de combates entre índios com seus arcos e flechas e um povo que usa lança e funda”. Afirma ainda Prada, há em sua obra uma cuidadosa pormenorização de itinerários de expedições, uma demonstração de como realmente muitos dos caminhos encontrados até na região amazônica assemelhavam-se em tudo aos incaicos do Peru, e reprodução de lendas e tradições que confirmam seu ponto de vista.

## Livros publicados
- 1932 - A Guerra dos Paulistas(1996)
- Amigas pra Sempre
- Abóbora e Estrume de Boi
- Um Aniversário Inesquecivel
- Uma Bomba no Quintal
- O Brinquedo Misterioso
- Urutu Cruzeiro
- Café, Suor e Lágrimas
- Os Cavaleiros da Tavola Redonda
- Os Cavalheiros do Graal
- A Charada do Sol e da Chuva
- A Cidade Perdida
- Conjuração Mineira
- As Cruzadas
- Demônio da Meia Noite
- O Destino de Perseu
- Doze Trabalhos de Hércules
- O Enigma das Amazonas
- O Estado Novo
- A Expedição de Argonautas
- Extraterrestres
- O Fantasma que Falava Espanhol
- Herdeiros da Incerteza
- Um Índio Chamado Esperança
- Itacoatiaras
- O Mágico Errado
- A Maldiçao de Édipo
- O Matador de Passarinhos
- Medéia - O Amor Louco
- Merica, Merica
- O Mistério da Cobra de Fogo
- Mistério na Casa das Runas
- A Morte Brilha do Mar
- Negras Memórias
- Nunca diga Adeus
- Odisséia
- Orfãos do Silêncio
- Palmares
- Peabiru - Os Incas no Brasil (2002)
- Pega Ladrão
- O Planeta Perfeito
- O Destino de Perseu
- Popul Vuh
- Primeiro Amor
- O Rapto de Helena
- Rio Abaixo, Vida Acima
- Sacici Siriri Sici
- Sarue,Zambi!
- Saudade da Vila
- O Segredo da Pedra Verde
- Segura,Peão!
- A Solidão do Mico Leão
- Terra sem Males
- Terseu e o Minotauro
- As Trapalhadas do Sapatinho
- O Túnel do Fim do Mundo
- Viagem ao Reino da Sombras
- A Vida Secreta de Jonas
- A Vingança de Electra
- Tuan e o Toba
- Moleque de Rua